# گیرنده ۳ سروتونین
گیرنده ۳ سروتونین (انگلیسی: 5-HT3 receptor) متعلق به اَبَرخانوادهٔ گیرنده‌های حلقه-سیستئینی از کانال‌های یونی دریچه-لیگاندی (LGICs) بوده و در نتیجه، از لحاظ ساختمانی و عملکردی با دیگر انواع گیرنده‌های سروتونین که گیرنده جفت‌شونده با پروتئین جی هستند، متفاوت هستند. این کانال‌های یونی، کانال‌های انتخابی برای کاتیون بوده و موجب دیپولاریزاسیون و پیام‌های تحریکی در دستگاه عصبی مرکزی و دستگاه عصبی پیرامونی می‌گردند.

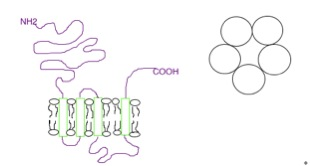
شکل ۲: زیرواحدها به صورت یک پَناتامر در کنار هم قرار می‌گیرند (راست) و هر زیرواحد، چهار دومِـینِ تراغشایی دارد. (چپ)

همچون سایر انواع کانال‌های دریچه‌دار، گیرنده ۳ سروتونین از پنج زیرواحد تشکیل شده که با هم، یک مجرای مرکزی ایجاد می‌کنند (شکل ۲) و نسبت به یون‌های سدیم، پتاسیم و کلسیم نفوذپذیر است. اتصالِ پیام‌رسان عصبی «سروتونین» به «گیرنده ۳ سروتونین»، دریچه‌های این کانال یونی را باز کرده و موجب پاسخ‌های تحریکی در رشته‌های عصبی می‌گردد. این جریان الکتریکیِ تحریک‌کنندهٔ حساسیت‌زدایِ روبه‌داخل، توسط یون‌های سدیم و پتاسیم انجام می‌شود. گیرنده ۳ سروتونین نفوذپذیری اندک و قابل اغماضی نیز به آنیون‌ها دارند.
ژن کُدکنندهٔ گیرنده ۳ سروتونین بر روی بازوی بلند کروموزوم ۱۱ قرار دارد. این ژن با ژنِ موش که ۹ اگزون و حدود ۱۳ جفت‌باز درازا دارد، مشابه است. ۴ تا از اینترون‌های آن دقیقاً در همان جایگاهی قرار دارد که اینترون‌های ژن گیرندهٔ استیل‌کولین آلفا ۷ در آن واقع شده و این موضوع تشابه تکاملی این دو را نشان می‌دهد. گیرنده ۳ سروتونین انواع مختلفی به شرح زیر دارد که هر یک توسط ژن‌های مخصوص‌به‌خود، کُدگذاری می‌شوند:
- 5-HT3A
- 5-HT3B
- 5-HT3C
- 5-HT3D
- 5-HT3E

نقش پاتوفیزیولوژیک این زیرگروه‌ها هنوز به‌طور کامل مشخص نشده‌است.

## ژن و توزیع بافتی
بیان ژن‌های 5-HT3C، 5-HT3D و 5-HT3E بیشتر در سیستم‌های غیرعصبی و به‌ویژه در لوله گوارش مشاهده شده‌است. به‌عنوان مثال در انسان، میزان آران‌ای پیام‌رسان 5-HT3C و 5-HT3E در دوازدهه و معده بیشتر از 5-HT3A و 5-HT3B است.
در بیمارانی که شیمی‌درمانی می‌شوند، چندریختی 5-HT3B ممکن است تعیین‌کنندهٔ اثربخشی موفقیت‌آمیز داروهای ضد تهوع و استفراغ باشد. در نتیجه گیرندهٔ 5-HT3B می‌توان یک نشانگر زیستی برای پیش‌بینی اثربخشی داروهای ضد تهوع باشد.
گیرنده ۳ سروتونین در دستگاه عصبی مرکزی و دستگاه عصبی پیرامونی بیان می‌شود و برخی فرایندهای فیزیولوژیک را واسطه‌گری می‌کنند. در مقیاس‌های سلولی، ثابت گردیده که گیرنده ۳ سروتونین پس‌سیناپسی، سبب انتقال پیام‌های تحریکی عصبی در رشته‌های عصبی نوقشر، آمیگدال، هیپوکامپ در موش‌های صحرایی و همچنین قشر بینایی مغز در راسوی اهلی می‌گردد. گیرنده ۳ سروتونین در پایانه‌های پیش‌سیناپسی رشته‌های عصبی هم یافت می‌شود و شواهدی برای نقش آنها در تنظیم رهاسازی پیام‌رسان‌های عصبی (نوروترانسمیترها) به‌دست آمده اما این شواهد چندان مستحکم و قابل نتیجه‌گیری نیست.

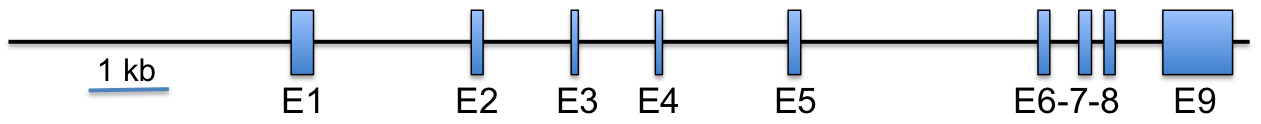
شکل ۳. ساختار ژن سازندهٔ گیرندهٔ ۳ سروتونین در موش صحرایی که تطابق ۹ اگزون آنرا (E1 تا E9)، با اگزون‌های cDNA در شکل زیر نشان می‌دهد. ریشه‌های از اگزون‌های ۲، ۶ و ۹ دارای جایگاه‌های «برش دگرسان» هستند برگرفته با اندکی تغییر از یوئتز و همکاران (۱۹۹۴).

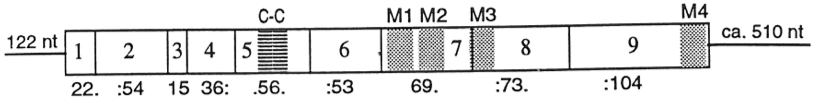
شکل ۴. توالیِ cDNA از گیرندهٔ ۳ سروتونین موش. این cDNA یک ۱۲۲ نوکلئوتیدی و یک حدوداً ۵۱۰ نوکلئوتیدی را می‌سازد. جعبه‌های شماره‌گذاری‌شدهٔ بالا، نشان‌دهندهٔ اگزون‌ها، و شماره‌های زیر آن، نشان‌دهندهٔ طول آنهاست. به عنوان مثال اگزون اول، ۲۲ اسید آمینه را کُدگذاری می‌کند؛ به‌علاوه آنکه یک نوکلئوتید متعلق به split codon است که ۲ نوکلئوتید دیگرش توسط اگزون بعدی کُدگذاری می‌شود. M1-4 نشان‌دهندهٔ ساختارهای حلزونی تراغشایی و C-C نشان‌دهندهٔ ساختار حلقه-سیستئینی است. برگرفته با اندکی تغییر از یوئتز و همکاران (۱۹۹۴)

## عملکرد
با تحریک این گیرنده‌ها توسط یک آگونیست، اثرات زیر پدیدار می‌گردد:
- در دستگاه عصبی مرکزی: تحریک مرکز تهوع و استفراغ در ساقه مغز، اضطراب،[۱۵] احتمال تشنج،[۱۶] تشدید درک درد[۱۷][۱۸]
- در دستگاه عصبی پیرامونی: تحریک رشته‌های عصبی (در دستگاه عصبی خودگردان و رشته‌های عصبی ادراک درد)، بالا آوردن[۱۵]

## آگونیست‌ها و آنتاگونیست‌ها

### برخیآگونیست‌ها
- اتانول
- ایبوگین
- وارنیکلین[۱۹]
- وای‌ام-۳۱۶۳۶[۲۰]

### برخیآنتاگونیست‌ها
- داروهای ضد تهوع:
  - ای‌اس-۸۱۱۲
  - گرانیسترون[۱۵]
  - اُندانسترون
  - تروپیسترون[۱۵]
- تحریک‌کننده‌های تحرک لولهٔ گوارش
  - آلوسترون
  - متوکلوپرامید
- داروهای ضدافسردگی
  - میانسرین
  - میرتازاپین
- داروهای ضدروان‌پریشی
  - کلوزاپین
  - الانزاپین
  - کوئتیاپین
- داروهای ضد مالاریا
  - کینین
  - کلروکین
  - مفلوکین
- سایر موارد
  - لاموتریژین (جهت درمان صرع و اختلال دوقطبی)
  - ممانتین (داروی بیماری آلزایمر)
  - جوهر نعنا[۲۱]
  - توژون

### تقویت‌کننده‌های آلوستریک
مواد زیر آگونیست نیستند اما میل ترکیبی به گیرنده یا اثربخشی نهایی گیرنده در ترکیب به یک آگونیست را تقویت می‌کنند:
- مشتقات ایندول
  - ۵-کلروایندول[۲۲]
- هوش‌برهای آلی کوچک
  - اتانول[۲۳]
  - کلروفرم[۲۴]
  - هالوتان[۲۴]
  - ایزوفلوران[۲۴]

## اکتشاف
شناسایی گیرنده‌های ۳ سروتونین به سبب فقدان ابزارهای داروشناختی خاص، تا سال ۱۹۸۶ میسر نشد. پس از آن و با کشف این حقیقت که این گیرنده‌ها، نقش مهمی در تهوع و بالا آوردنِ ناشی پرتودرمانی و شیمی‌درمانی ایفا می‌کنند، شرکت‌های داروسازی به ساخت آنتاگونیست‌های گیرنده ۳ سروتونین علاقه‌مند شدند و در نتیجه با انجام پژوهش‌های فراوان، زیرگروه‌های این گیرنده به سرعت در سلول‌ها و بافتهای گوناگون کشف شدند.